# Hermeuptychia sosybius
Hermeuptychia sosybius is een vlinder uit de familie Nymphalidae. De wetenschappelijke naam van de soort werd voor het eerst geldig gepubliceerd in 1793 door Johann Christian Fabricius.

## Type
- neotype: "male, genitalia val NVG130927-14"
- instituut: USNM, Smithsonian Institution, Washington, Amerika
- typelocatie: "USA, Georgia, Chatham County, Savannah"

## Synoniemen
- Hermeuptychia hermes kappeli Anken, 1993
  - holotype: "male. 29.III.1989. leg. R.H. Anken"
  - instituut: USNM, Smithsonian Institution, Washington, Amerika
  - typelocatie: "USA, Florida, N of Lake Okeechobee"